# Scrabble
Lo Scrabble (verbo inglese traducibile in italiano con "rovistare, grattare") è un gioco da tavolo basato sulla formazione di parole di senso compiuto; partendo da sette lettere (estratte da un sacchetto opaco, e quindi ordinate sul proprio leggio in miniatura), ogni giocatore le depone su un tabellone (riportante una griglia simmetrica di 15×15 caselle) mirando a realizzare il maggior numero di punti.

## Regolamento

### Lettere
Nello Scrabble i giocatori hanno a disposizione un set di 120 lettere complessive (non sono incluse lettere di alfabeti stranieri come K, X, Y, ecc.).
Ad ogni lettera viene assegnato un punteggio che è inversamente proporzionale alla frequenza di utilizzo nella lingua italiana. La seguente tabella mostra il punteggio (colonna punti) assegnato a ciascuna lettera e la sua frequenza (colonna quantità) nel set di 120 lettere.
| Lettera | Quantità | Punti |
| ------- | -------- | ----- |
| A       | 14       | 1     |
| B       | 3        | 5     |
| C       | 6        | 2     |
| D       | 3        | 5     |
| E       | 11       | 1     |
| F       | 3        | 5     |
| G       | 2        | 8     |
| H       | 2        | 8     |
| I       | 12       | 1     |
| L       | 5        | 3     |
| M       | 5        | 3     |
| N       | 5        | 3     |
| O       | 15       | 1     |
| P       | 3        | 5     |
| Q       | 1        | 10    |
| R       | 6        | 2     |
| S       | 6        | 2     |
| T       | 6        | 2     |
| U       | 5        | 3     |
| V       | 3        | 5     |
| Z       | 2        | 8     |

Fatte salve le due tessere jolly, ogni lettera ha un valore basato orientativamente sulla frequenza della stessa nella lingua italiana (le vocali hanno valore 1 ad eccezione della U che vale 3 punti, la Z, la G e la H hanno valore 8, la Q vale 10 punti) e la plancia di gioco ha caselle speciali che raddoppiano o triplicano il punteggio della lettera posata e caselle speciali che raddoppiano o triplicano l'intero valore della parola posta sul tabellone di gioco. Inoltre il giocatore che riesce ad utilizzare in una sola giocata tutte le lettere riceve un bonus di 50 punti.

### Parole valide
Nella versione italiana dello Scrabble le parole accettate sono tutte quelle rintracciabili nel dizionario (nei tornei il riferimento è lo Zingarelli), declinate in ogni forma, i verbi coniugati ed anche le enclisi sono ammesse, limitatamente alle forme del gerundio, dell'imperativo e dell'infinito (mangiandolo, mangiandoselo, mangiatelo ecc.). Non sono ammesse le sigle e i nomi propri (tranne se registrati nel dizionario).
La capacità di formare anagrammi e la conoscenza della lingua italiana sono le doti principali del giocatore di Scrabble, sebbene ai livelli più alti conti l'abilità di «incastrare» le lettere nei posti più produttivi, e la capacità di percezione delle lettere dell'avversario.

### Tra abilità linguistica, strategia e fortuna
Lo scrabble è pertanto un gioco di abilità linguistica, ma al contempo richiede concentrazione e tecnica. Un bravo "scrabblista" deve far in modo di realizzare più punti possibili (utilizzando le caselle speciali, sfruttando il bonus di 50 punti spettante per i "bingo", ovvero quelle mosse che richiedono l'utilizzo di tutte e sette le lettere a disposizione, nonché creando incroci con altre parole il cui punteggio si aggiunge a quello della parola principale), ma nello stesso tempo deve essere in grado di opporre una strategia difensiva che impedisca all'avversario di cogliere a sua volta le opportunità più vantaggiose offerte dalla plancia di gioco ed ostruendo quindi gli spazi che offrono possibilità di gioco aperto. Non è comunque trascurabile il fattore fortuna, dal momento che il pescaggio delle lettere dal sacchetto è legato alla casualità e solo un buon assortimento di consonanti e di vocali consente un gioco più redditizio.
Una partita dal vivo tra due avversari viene giocata generalmente con un timer impostato sui 25 minuti a testa.

## Storia
Nel mezzo della Grande depressione, nel 1938, un architetto disoccupato di New York di nome Alfred Mosher Butts decise di creare un gioco da tavolo. Scoprì che ci sono tre tipi di giochi da tavolo: giochi di movimento, giochi di numero e giochi di parole. I giochi di movimento sono quelli simili agli scacchi, i giochi di numeri sono quelli simili a Sudoku e Bingo, e i giochi di parole sono anagrammi e cruciverba. Butts si concentrò su quest'ultima categoria. Originariamente, il gioco si chiamava Lexico, ma fu poi cambiato in parole incrociate.

### Marchio e diffusione
Scrabble è un marchio registrato di proprietà della Hasbro negli Stati Uniti e nel Canada, mentre la licenza nel resto del mondo è gestita dalla Mattel.
Assai diffuso a livello mondiale, in Italia lo Scrabble non è riuscito ad affermarsi per via della maggiore popolarità del somigliante Scarabeo.

## Lo Scrabble in Italia
In Italia, grazie alla Federazione Italiana Gioco Scrabble, dal 2008 viene organizzato un campionato nazionale con cadenza annuale, come già avviene in molte altre nazioni, in cui si tengono manifestazioni nazionali che richiamano migliaia di partecipanti e per il campionato del mondo di Scrabble, giocato in lingua inglese.
Finora, in Italia, i tornei più prestigiosi e più importanti sono stati il "Florence Scrabble Master" a Firenze, il torneo "Tevere" a Roma, il torneo "Partenope Ludens" a Napoli ed il "Torneo degli Sforzeschi" a Milano. Questi tornei hanno visto la presenza di un numero di partecipanti (in media una trentina), comunque ridotto rispetto al numero effettivo di giocatori nazionali
Altro evento in cui è inserita una gara di Scrabble, generalmente di duplicato, sono i Campionati Italiani di Giochi di Parole. Gli eventi citati non hanno però avuto fino ad ora carattere di ufficialità, non esistendo in passato una federazione riconosciuta, ma solo un gruppo di appassionati sostenuti di volta in volta da associazioni culturali; tuttavia, come già detto in precedenza, dal 2008 i tornei sono gestiti direttamente dalla Federazione Italiana Gioco Scrabble, che organizza annualmente anche un Campionato Italiano ufficiale.

## Giochi affini e strumenti ausiliari
Altri giochi di parole sono stati ottenuti e sviluppati partendo da Scrabble. Il gioco Words with Friends è basato su Scrabble.
La popolarità di Scrabble ha portato allo sviluppo di diversi strumenti d'aiuto.